# Association des banques de l'Afrique de l'Ouest
 (novembre 2021).
L'association des banques de l'Afrique de l'Ouest (ABAO) ou la West African Bankers Association (WABA) en anglais est une association professionnelle de services et d'institutions bancaires et financières en Afrique de l'Ouest. Elle a son siège et des bureaux au Bénin,  au Burkina Faso, au Cap-Vert, en Gambie,  au Ghana, en Guinée, en Guinée-Bissau, en Côte d'Ivoire, au Liberia, au Mali, au Niger, au Nigeria, au Sénégal, en Sierra Leone et au Togo.

## Historique
L'ABAO a été créée le 10 août 1981 à Accra au Ghana dans la perspective de renforcer la coopération entre les banques commerciales et les banques d'affaires de la sous-région ouest-africaine en vue de promouvoir la libéralisation du commerce.